# 日本体育大学の人物一覧
日本体育大学の人物一覧（にっぽんたいいくだいがくのじんぶついちらん）は、日本体育大学（体操練習所・体操学校・日本体育専門学校・日本体育大学・日本体育大学短期大学部・日本体育大学大学院を含む）に関係する人物の一覧記事。

## スポーツ

### 球技

#### サッカー

##### 男子
サッカー部に所属していた人物についてはCategory:日本体育大学学友会サッカー部の選手を参照。
現役選手
- 渡辺亮太（JAPANサッカーカレッジ）
- ンドカ・ボニフェイス（東京ヴェルディ1969）
- 稲垣祥（名古屋グランパスエイト）
- 岩尾憲（浦和レッズ）
- 大迫暁（アスルクラロ沼津）
- 太田修介（アルビレックス新潟）
- 小笠原賢聖（東京ユナイテッドFC）
- 川戸大樹（東京ユナイテッドFC）
- 北脇健慈（VONDS市原）
- 菊地俊介（大宮アルディージャ）
- 倉又寿雄（立教大学サッカー部総監督）※日本代表
- 小柳達司（ブラウブリッツ秋田）
- 高井和馬（水戸ホーリーホック）
- 高野遼（ジュビロ磐田）
- 田中優毅 ※日本代表
- 田中康平（VONDS市原）
- 長澤卓己（横浜スポーツ&カルチャークラブ）
- 平野又三（FCランコヴィッツ）
- 福井光輝（FC町田ゼルビア）
- 増谷幸祐（FCランコヴィッツ）
- 松田圭右（DJK TuSホーデル）
- 輪笠祐士（ブラウブリッツ秋田）

引退選手
- 須田興輔
- 寺田洋介
- 大畑隼哉
- 坂本將貴
- 藤嶋洸
- 平川元樹 ※サッカー選手「平川弘」の実子
- 鍋田亜人夢 ※引退後の入学

指導者・関係者
- 中西規真（横浜F・マリノスプライマリーコーチ）
- 上永吉英文（フットサルデウソン神戸代表）※インカレ優勝MVP得点王
- 喜熨斗勝史（セルビア代表フィジカルコーチ）
- 浅見俊雄（審判員・選手・指導者・東京大学／同学名誉教授）※日本サッカー殿堂入り ※AFC功労賞受賞 ※瑞宝小綬章
- アーリ・スカンズ（元日体大サッカー部ヘッドコーチ）大分トリニータ監督代行 - ブータン代表監督 現ナンビア代表監督
- 砂金伸（元千葉県立八千代高校サッカー部監督（指導者）
- 石原大助（元甲府クラブ、初の公務員Jリーガーとして活躍する 現山梨県甲斐市役所-職員
- 岩間友次（ヴァンフォーレ甲府監督）
- 奥谷彰男（Jリーグ審判員）現大阪府高校教員
- 鍋島將起（Jリーグ審判員）現東京都中学校教員 J1主審
- 栫裕保（サッカー指導者）
- 亀田明広（元Jリーガー NTT関東（現大宮アルディージャ）入団 - 大原高等学院 教員）
- 佐熊裕和（サッカー指導者）中国サッカー・乙級リーグ梅県客家 足球倶楽部監督 元桐光学園高等学校サッカー部監督
- 白井三津雄（前身山口教員チーム（現レノファ山口）選手元多々良学園高等学校 現宇部鴻城高等学校教員
- 鈴木政一（元ジュビロ磐田監督 Jリーグファーストステージ・セカンドステージ初の統一優勝監督
- 高嵜理貴（元サッカー選手 サガン鳥栖GKコーチ）
- 中込正行（元サッカー選手）元アビスパ福岡Jリーガー 現かえつ有明中学校・高等学校教員
- 中村圭介（サッカー指導者）
- 布啓一郎（元市立船橋高等学校サッカー部監督 元U-17サッカー日本代表監督 現松本山雅FC監督
- 塚田雄二（セレッソ大阪）元監督 元U18・20日本代表監督 元ユース総監督
- 松木安太郎（解説者）
- 間瀬秀一（モンゴル代表監督）
- 眞藤邦彦（JFAインストラクター）※暴走族サッカーチームを指導
- 横森巧（解説者・指導者：山梨学院高等学校総監督）
- 数野篤人（教育者）
- 吉田謙（Jリーグチーム監督）
- 大塚晴弘（Jリーグ審判員）元FIFA（国際サッカー連盟）国際副審、元プロフェッショナルレフェリー

##### 女子
現役選手
- 有吉佐織（大宮アルディージャVENTUS）※日本代表
- 川澄奈穂美（アルビレックス新潟レディース）※日本代表：2011年W杯優勝／北京五輪4位入賞／ロンドン五輪銀メダル
- 秋葉夢子（ヴィクサーレ沖縄FCナビィータ）
- 森田美紗希（浦和レッズレディース）※U-17日本代表
- 久保田明未（AC長野パルセイロ・レディース）

引退選手
- 丸山桂里奈 ※日本代表：ドイツW杯優勝／ロンドン五輪銀メダル ※サッカー選手「本並健治」の妻
- 伊藤美菜子 ※ユニバーシアード代表 ※U-19日本代表
- 大歯裕子 ※ユニバーシアード代表
- 大堀幸恵 ※ユニバーシアード代表
- 近賀ゆかり ※日本代表：W杯優勝／北京五輪4位／ロンドン五輪銀メダル
- 村岡夏希 ※ユニバーシアード代表 ※U-18日本代表
- 田子亜貴 ※ユニバーシアード代表

関係者・指導者
- 綾部美知枝（教育者・指導者・JFA名誉役員・清水エスパルス後援会常任理事）
- 法師人美佳（埼玉県サッカー協会：女子委員会委員）※ユニバーシアード代表

#### ビーチサッカー
- 浅見和正 ※ビーチサッカー日本代表

#### フットサル
- 木暮賢一郎（フットサル選手）元W杯フットサル日本代表主将
- 太見寿人（フットサル選手）フットサル日本代表

#### バスケットボール

##### 男子
現役選手
- 北川弘（島根スサノオマジック）
- 熊谷尚也（川崎ブレイブサンダース）※日本代表
- 中西良太（西宮ストークス）
- 野口大介（長崎ヴェルカ）
- 遠藤善（新潟アルビレックスBB）
- 井手拓実（大阪エヴェッサ）

引退選手・指導者・関係者
- 石川武（元同学バスケットボール部監督／日本代表監督）
- 清水義明（元同学バスケットボール部監督／日本代表監督）※故人
- 加藤廣志（能代工業高校元監督）※故人
- 清水良規（トライフープ岡山U-15ヘッドコーチ）※日本代表
- 原田茂（日本バスケットボール協会理事・樟蔭東女子短期大学教授大阪府協会会長）
- 伊與田好彦（姫路イーグレッツヘッドコーチ）
- 古田悟（山梨学院大学バスケットボール部監督）※日本代表
- 本間大輔（上智大学バスケットボール部コーチ）※日本代表
- 陸川章（東海大学バスケットボール部監督）※日本代表
- 大河原則人（審判員：B.LEAGUE）
- 与那嶺翼（岩手ビッグブルズアシスタントコーチ兼アカデミーコーチ）
- 仲村直人（ヒューマンアカデミーバスケットボールカレッジコーチ）※日本代表
- 橘佳宏（現教員）
- 鈴木裕紀（指導者）
- 鵜澤潤（シャンソンVマジックアシスタントコーチ）
- 新井靖明（現保健体育科教員／バスケットボール部顧問）
- 阿部成章（指導者）※日本代表：主将
- 高田秀一
- 後藤正規
- 斉藤資
- 堀田剛司（湘南ユナイテッドBCヘッドコーチ）※日本代表
- 御手洗貴暁
- 佐藤濯
- 田中健介
- 横江豊

##### 女子
- 市野育代 ※アジアジュニア選手権代表 ※ユニバーシアード代表
- 小野寺佑奈
- 北川直美
- 久米捺美
- 小菅由香 ※ユニバーシアード代表
- 齋藤麻未
- 玉城昌子 ※ユニバーシアード代表
- 野田裕子 ※ユニバーシアード代表
- 松尾香奈 ※ユニバーシアード代表
- 御子柴百香
- 矢代直美 ※ユニバーシアード代表 ※アテネ五輪日本代表：主将
- 矢野紗也佳
- 吉田沙織

#### バレーボール

##### 男子
現役選手
- 山本将平（広島サンダーズ）
- 山本智大（大阪ブルテオン）※日本代表
- 仲本賢優（大阪ブルテオン）※日本代表
- 河東祐大（ジェイテクトSTINGS愛知）
- 西知恕（広島サンダース）
- 西村信（広島サンダース）
- 藤原奨太（VC長野トライデンツ）
- 市川健太（ウルフドッグス名古屋）
- 小田涼太（ビーチバレー・ハウスコム）
- 福嶋晃介（ビーチバレー・NTTコムウェア）
- 鬼木錬（サントリーサンバーズ大阪）
- 川口柊人（ジェイテクトSTINGS愛知）
- 高梨健太（日本製鉄堺ブレイザーズ）※日本代表
- 髙橋藍 （サントリーサンバーズ大阪）※日本代表

引退選手・指導者・関係者
- 相原昇（Astemoリヴァーレ茨城監督）
- 泉川正幸（朝日大学バレーボール部監督）※日本代表 ※実娘は泉川実穂
- 稲山壬子（指導者）※故人
- 尾崎侯（アランマーレ山形コーチ）
- 掛川厚志（昌平高等学校バレーボール部監督）
- 川合俊一（解説者・タレント・日本バレーボール協会会長）※日本代表
- 黒葛原淳一（JFEスチール：四国支社支社長）
- 黒葛原浩二（英語版）（指導者）
- 齋藤信治 ※日本代表
- 斎藤勝（指導者・アスレティックトレーナー・東海大学名誉教授）
- 坂口憲政（元女子チャイニーズタイペイ代表監督）
- 日高裕次郎 ※バレーボール選手「木村沙織」の夫
- 宗内徳行（女子日本代表監督・同学名誉教授）
- 森田淳悟（同学体育学科教授）※日本代表 ※Vリーグ栄誉賞
- 山岸紀郎（審判員・日本バレーボール協会専務理事・Vリーグ機構初代会長）※故人
- 山本健之（同学体育学科准教授・男子バレーボール部監督・男女バレーボール部部長）※日本代表
- 山本隆弘（解説者・タレント）※日本代表
- 三橋栄三郎 （日本ウェルネススポーツ専門学校男子バレーボール部アドバイザー）※日本代表
- 豊田博（体育学者・指導者）※瑞宝中綬章授章 ※バレーボール殿堂入り
- 盛重龍 ※日本代表
- 田中直樹（指導者）※日本代表
- 瀬戸山正二（指導者・川崎ビーチスポーツクラブ理事長）※日本代表
- 相澤寿 ※日本代表
- 苅谷淳司
- 神田聖馬
- 高松卓矢 ※日本代表
- 道井淳平（PFUブルーキャッツ石川かほくコーチ）
- 小川峻宗

##### 女子
現役選手
- 藤井桜子（ビーチバレー）※ビーチバレー日本代表
- 目黒優佳（大阪マーヴェラス）
- 櫻井美樹（ヴィクトリーナ姫路）
- 溝口由利香
- 鎌田咲希（埼玉上尾メディックス）
- 菊地実結（群馬グリーンウイングス）

引退選手・指導者・関係者
- 塩川美知子 ※日本代表：ミュンヘン五輪銀メダル
- 高橋翠 ※日本代表
- 今西郁瑠
- 山本友里恵 ※日本代表 ※「山本将平」の実姉
- 岸本瞳 ※ユニバーシアード代表
- 中村亜友美 ※ユニバーシアード代表
- 丸山紗季 ※バレーボール選手「江上由美」の実娘
- 島畑奈緒子
- 草野歩（ビーチバレー）※ユニバーシアード代表
- 和才奈々美（群馬グリーンウイングスコーチ）
- 小幡真子 ※日本代表
- 中川千世
- 花井萌里
- 熊井風音
- 池谷優佳

#### 野球

##### 男子
現役選手
- 東妻勇輔（千葉ロッテマリーンズ）※野球選手「東妻純平」の実兄
- 大貫晋一（横浜DeNAベイスターズ）
- 髙山凌（火の国サラマンダーズ）
- 松本航（埼玉西武ライオンズ）
- 森博人（中日ドラゴンズ）
- 吉田大喜（東京ヤクルトスワローズ）

引退選手・指導者・関係者
- 佐藤充（中日ドラゴンズ：スカウト）※アナウンサー「占部沙矢香」の夫
- 内藤重人（指導者・アスレティックトレーナー）
- 白坂契（指導者・アスレティックトレーナー）
- 斎藤充弘（東京ヤクルトスワローズ：チーム運営部所属）
- 明石晃一
- 有倉雅史（北海道札幌国際情報高等学校野球部監督）
- 石崎亀喜
- 岩村敬士 中退 ※野球指導者「岩村明憲」の実兄
- 河野徳良（日本代表チーフトレーナー・同学准教授）
- 上條隆（スポーツ医学者・群馬大学教授）
- 勝崎耕世（琉球ブルーオーシャンズ：コンディショニングトレーニングコーチ）
- 小林雅英（解説者・指導者：エイジェック社会人野球部投手総合コーチ）
- 繁田隼
- 白武佳久（広島東洋カープ：スカウト）
- 新田均（島根県立島根中央高等学校男子野球部監督）
- 園川一美（スポーツオーソリティ熊本店：ベースボールアドバイザー）
- 髙嶋仁（環太平洋大学体育学部特任教授）
- 靍岡賢二郎（横浜DeNAベイスターズ：ゲームアナリスト）
- 筒井大助（同学ソフトボール部部長・同学教授）※日本代表：ソウル五輪野球主将
- 塚原賢治（横浜DeNAベイスターズ：選手寮寮長）
- 辻孟彦（同学野球部投手コーチ・コーチング学修士）
- 徳田将至
- 徳永政夫（WBCタイ代表監督・北九州市立大学教授）
- 中田宗男（スカウト：中日ドラゴンズ編成部アマスカウトアドバイザー）
- 中村大伸（指導者・元社会人野球選手）※アトランタ五輪銀メダル
- 野村克也（野球選手／指導者／解説者／評論家）※同学客員教授 ※故人
- 山内泰幸（野球解説者）
- 山本常夫（日本福祉大学付属高等学校野球部監督）
- 岡田龍生（東洋大姫路高校野球部監督）

##### 女子
- 川保麻弥（教師・指導者：和歌山ファイティングバーズNANA監督）
- 滝澤彩 ※全日本大学選手権大会優勝
- 佐藤加奈（アマチュア野球審判員・中学校保健体育教師）

#### ソフトボール
- 髙山樹里（日本車椅子ソフトボール協会会長）※日本代表：アトランタ五輪4位／シドニー五輪銀メダル／アテネ五輪銅メダル
- 藤本索子 ※日本代表：北京五輪金メダル ※紫綬褒章
- 三宅豊（日本ソフトボール協会会長）※日本代表：アジア選手権優勝 ※国際ソフトボール連盟殿堂入り

#### ハンドボール
- 本田大三郎（ハンドボール／カヌー選手・カヌー指導者）※ハンドボール／カヌー日本代表 ※実兄の孫は本田圭佑

- 井藤英忠（元湧永製薬監督）※日本代表
- 早川清孝（指導者・京都市立芸術大学教授）※日本代表
- 池ノ上孝司※日本代表
- 木村昌丈 ※日本代表
- 信太弘樹 ※日本代表
- 高木尚 ※日本代表
- 棚原良 ※日本代表
- 宮﨑大輔 ※日本代表
- 入谷泰成
- 浦和克行
- 茅場清
- 小山哲也
- 牧山仁志
- 安平拓馬
- 安平光佑 ※日本代表（中退）

#### ラグビー
- 高井迪郎（九州電力キューデンヴォルテクス）
- 浅見敬子（7人制女子日本代表ヘッドコーチ）※日本代表：主将
- 岩出雅之（帝京大学ラグビー部監督）
- 上野裕一（体育学者・流通経済大学ラグビー部CEO／学長）
- 朽木英次（指導者）
- 後藤慶悟
- 春口廣（指導者）※関東学院大学名誉教授
- 山口良治（環太平洋大学ラグビー部総監督）※日本代表 ※ドラマ「スクール☆ウォーズ」主人公のモデル
- 渡邉泰憲 ※日本代表 ※故人

#### バドミントン
- 遠藤大由 ※トマス杯バドミントン世界大会優勝（団体優勝ダブルス早川賢一と出場優勝に貢献した）
- 大束忠司 ※全日本総合選手権大会ダブルス優勝 アテネ・北京オリンピック代表
- 佐藤冴香 ※ロンドンオリンピック日本代表
- 内藤真実 ※日本代表 全日本総合女子バドミントン選手権大会 ダブルス優勝
- 平田典靖 ※日本代表
- 舛田圭太 ※シドニー・アテネ・北京オリンピック北京オリンピックダブルス5位入賞
- 本山秀昭 ※バルセロナ五輪バドミントン初採用種目（シングルス）日本人初代表
- 山田和司 ※世界大会ベスト8
- 梶原大暉 ※東京パラリンピック金メダリスト、在学中

#### 水球
- 上安久子 ※日本代表：FINA水球ワールドカップ得点王
- 清原伸彦（ロスオリンピック日本代表監督）
- 小林浩司 ※日本代表
- 竹井昂司
- 藤森耕資 ※日本代表
- 本宮万記弘

#### ゴルフ
- 伊沢利光（プロゴルファー）世界ゴルフ選手権大会 高校の同輩丸山茂樹選手と組んで優勝 2003年賞金王
- 中島啓太 (アマチュアゴルファー) 世界アマチュアランキング1位を獲得
- 平塚哲二（プロゴルファー）2003年ゴルフ日本シリーズJTカップ優勝 2009年中日クラウンズ優勝
- 細川和彦（プロゴルファー）夏に強く夏男細川の異名1999年ゴルフ日本シリーズ優勝 2005年日本ゴルフツアー選手権優勝
- 室田淳（プロゴルファー）高校時代は野球部その後大学からゴルフを初め猛練習でレギュラーを勝ち取る
- 成田美寿々（女子プロゴルファー）※中退

#### セパタクロー
- 川又ゆうみ ※日本代表
- 山田昌寛 ※日本代表

#### スカッシュ
- 松井千夏 ※日本代表
- 渡辺祥広（日本スカッシュ協会：常務理事）※日本代表

#### ボウリング
- 遠藤未菜

#### ホッケー
- 西田範次（富士大学ホッケー部監督／日本ホッケー協会常務理事）

### 武道
- 栗田佳織（少林寺拳法選手）全日本学生少林寺拳法大会　学生チャンピオン2連覇
- 柴岡三千夫（元少林寺拳法部）同学の開学以来、初めて卒業生として4年制大学を創立、学校法人タイケン学園、日本ウェルネススポーツ大学理事長、学校法人経営者。高知県宿毛市出身、陸上自衛隊13期生。
- 田嶋はる（元少林寺拳法選手、現キックボクサー）
- 高橋華王（古武術研究家・宗家）

#### 柔道
- 阿部詩（柔道選手）東京オリンピック金メダル
- 阿部一二三（柔道選手）東京オリンピック金メダル
- 伊左次雄介（元柔道選手）全日本サンボ選手権フレッシュマンの部1位、全日本コンバットレスリング選手権1位
- 浦野弥生（元柔道選手）世界女子レスリング選手権大会 メダルランキング1位（メダル7個獲得）
- 大島和子（元柔道選手）初の女子レスリング選手 日本代表 現女子レスリング指導者
- 鏑木文隆（元柔道選手）慶應義塾高等学校柔道部部長
- 北田佳世（元柔道選手）48kg級日本代表世界選手権大会出場 フランス国際大会2連覇
- 北田典子（元柔道選手）旧姓持田 61kg級福岡国際柔道大会優勝 ソウル五輪銅メダル
- 古賀稔彦（元柔道選手）バルセロナ五輪71kg級金メダル アトランタ五輪78kg級銀メダル
- 志々目徹（柔道選手）世界ジュニア柔道選手権大会2階級優勝 講道館杯で常勝野村忠宏に勝ちベスト8
- 下和田翔平（柔道選手）アジア選手権90kg級優勝
- 高上智史（柔道選手）グランドスラム東京優勝66kg級
- 田辺勝（元柔道選手）世界ジュニア柔道選手権大会優勝  アジア柔道選手権大会銀メダル
- 谷亮子（柔道女子48kg級選手）旧姓：田村帝京大学 - 日体大大学院修士課程修了 シドニー・アテネ両オリンピックで金メダル アトランタオリンピックで選手団旗手を務める
- 二宮美穂（元柔道選手）世界選手権72kg超級銀及び無差別銅1999年世界選手権78kg超級銅及び無差別銀メダル
- 八田一朗（元柔道選手）日本レスリング界の父日体レスリング会館（レスリング部合宿所）玄関に銅像が建てられている
- 松本秀彦（元柔道選手）世界サンボ選手権大会 銀メダル 日本サンボ選手権大会 11連覇記録更新中
- 宮崎未樹子（元柔道選手）レスリング世界選手権大会 61kg級金メダル
- 山本浩史（柔道選手）世界ジュニア柔道選手権 優勝 グランドスラム・東京 優勝
- 山本洋祐（元柔道選手）ソウルオリンピック銅メダル 世界選手権金メダル 北京オリンピックコーチ

#### 剣道
- 中倉清（元日本体育専門学校：剣道師範）
- 太田義人（元鳥取大学師範・元剣道選手）

#### 相撲
現役力士
- 朝紅龍琢馬（高砂部屋）
- 石崎涼馬（高砂部屋）
- 欧勝馬出気（鳴戸部屋）2020年度学生横綱
- 阿武剋一弘（阿武松部屋）2022年度学生横綱
- 大の里泰輝（二所ノ関部屋）2021年度・2022年度アマチュア横綱、2022年度国体成年個人優勝、第75代横綱
- 嘉陽快宗（中村部屋）
- 旭海雄蓮（大島部屋）
- 白熊優太（二所ノ関部屋）
- 友風想大（中村部屋）
- 宮乃風陽（中村部屋）

引退力士
- 垣添徹（元小結、現年寄雷）2000年度学生横綱
- 琴欧洲勝紀（元大関、現年寄鳴戸）現役引退後に編入学し特別卒業認定
- 千代桜右京（元十両）
- 千代大龍秀政（元小結）2010年度学生横綱、2010年度国体成年個人優勝
- 千代の海明太郎（元十両）
- 剣武輝希（元幕内）日体大卒業者として初の大相撲力士
- 肥後ノ城政和（元十両）
- 北勝富士大輝（元小結、現年寄大山）2012年度学生横綱
- 妙義龍泰成（元関脇、現年寄振分）2008年度国体成年個人優勝
- 嘉風雅継（元関脇、現年寄中村）2002年度アマチュア横綱

### 格闘技
- 赤野仁美（元柔道選手）イタリア国際柔道大会優勝 現女子格闘家
- 植田豊（柔道選手、総合格闘家）
- 大塚隆史（元レスリング選手）現総合格闘家 DDPバンタム級チャンピオン
- 菊田早苗（元柔道選手）総合格闘家
- 児山佳宏（元柔道選手、総合格闘家）
- 小森亮介（元柔道選手、現総合格闘家）
- 齋藤裕俊（総合格闘家）2008年パンクラストーナメント フェザー級優勝
- 桜木裕司（総合格闘家・空手家）極真空手 掣圏会館師範
- 佐藤ルミナ（男子総合格闘家）初代修斗環太平洋ライト級チャンピオン
- しなしさとこ（元柔道選手、総合格闘家）フライ級チャンピオン 世界サンボ選手権大会銅メダル
- 樋口和人（元ボート選手）現格闘家 日本選手権大会（ボート）クォドルブル優勝 コバ・ド・ムンド世界柔術大会重量級優勝
- 藤井脩祐（フルコンタクト空手家）極真館 第4・6・7回全日本選手権優勝 2011年2012年オープントーナメント全日本空手道選手権（主催：極真館）体重別級で優勝。現・SBIグループ ロシアSBI BANK代表取締役会長・KWU（極真ワールドユニオン)SENSHI最高運営責任者(COO)／戦略委員会理事長／教育委員会理事

#### レスリング
- 太田拓弥（レスリング選手）アトランタオリンピック銅メダル早稲田大学レスリング部ヘッドコーチ
- 片山貴光（元レスリング選手）陸上自衛官
- 栄和人（元レスリング選手）ソウルオリンピック代表 至学館大学女子レスリング部監督 健康科学部教授
- 佐々木禎（元レスリング選手）世界選手権大会 日本代表
- 笹本睦（レスリング選手）シドニー・アテネ・北京オリンピック代表 3大会連続代表 2007年世界選手権銀メダル
- 高田裕司（元レスリング選手）モントリオールオリンピック金メダル・ロスオリンピック銅メダル
- 田野倉翔太（レスリング選手）
- 田上高（元レスリング選手）ミュンヘンオリンピック日本代表・のちテニス選手 テニスシニア日本選手権大会優勝
- 田南部力（レスリング選手）警視庁 アテネオリンピック銅メダル
- 長島偉之（元レスリング選手）ロサンゼルスオリンピック銀メダル
- 永田克彦（レスリング選手）シドニー五輪69kg級銀メダル
- 長谷川恒平（レスリング選手）アジア大会グレコローマン金メダル
- 浜田千穂（レスリング選手）体育学部在学中  世界選手権大会・Wカップ 日本代表
- 花原勉（元レスリング選手）1964年東京オリンピック金メダル
- 原喜彦（レスリング選手）バルセロナオリンピック悲劇の代表選手 監督・コーチ陣から計量検査（5回戦終了後）を連絡されず、計量検査を受けないことにより失格となる
- 藤本英男（元レスリング選手）メキシコオリンピック銀メダル
- 松本隆太郎（レスリング選手）グレコローマン3連覇  ロンドンオリンピック銅メダル
- 松永共広（レスリング選手）北京オリンピック銀メダル
- 屋比久翔平（レスリング選手）2020年東京オリンピック男子グレコローマンスタイル77kg級銅メダル
- 山本郁榮（元レスリンググレコローマン選手）ミュンヘン五輪日本代表 日体大教授 スポーツ医学（テーピング学）の大家
- 湯元健一（レスリングフリー60kg級）天皇杯全日本選手権優勝 北京オリンピック銅メダル

#### ボクシング
- ジェット・イズミ（元レスリング選手、プロキックボクサー）
- 瀬藤幹人（ボクシング選手）プロボクサー 日本スーパーバンタム級チャンピオン
- 古川夢乃歌（プロボクサー）第4代WBA女子世界ライトミニマム級王者
- 古橋岳也（プロボクサー）第44代・第46代日本スーパーバンタム級王者
- 栁堀隆吾（プロボクサー）日本プロボクサーで令和初勝利
- 喜入衆（キックボクシング選手）元キックボクシング スーパーライト級チャンピオン
- チャオズ箕輪（プロボクシング選手）第5代東洋太平洋女子フライ級チャンピオン 世界女子選手権5位入賞 2010年全日本女子ボクシング選手権大会優勝 MVP
- 長瀬慎弥（プロボクシング選手） 日本スーパーライト級チャンピオン
- 松永宏信（プロボクシング選手） 第39代日本スーパーウェルター級王者
- 西田光（プロボクシング選手）東洋太平洋・日本ミドル級チャンピオン
- 池田光正（プロボクシング選手）第49代全日本社会人バンタム級チャンピオン
- 藤原茜（プロボクシング選手）第6代日本女子フェザー級チャンピオン
- 入江聖奈（ボクシング選手）2020年東京オリンピック金メダリスト
- 木下鈴花（ボクシング選手）2022年アジア選手権金メダリスト 2023年世界選手権銅メダリスト
- 宮本芽依（元ボクシング選手、キックボクサー）2019年全日本女子バンタム級チャンピオン

#### プロレス
- 芦野祥太郎
- 一宮章一 ※相撲部出身
- 鈴木鼓太郎
- 竹下幸之介
- 永田裕志 ※元レスリング選手
- 浜中和宏 ※元レスリング選手
- 福田洋
- 高橋裕二郎  ※元レスリング選手
- カヨ☆フジモリ ※タッチラグビーW杯日本代表

### 体操
- 向井忠義（社会体育指導者）社会体育の草分け的指導者 おかあさんといっしょ4代目体操のお兄さん
- 相原信行（元体操選手）ローマオリンピック金メダル 元足利工業大学教授 現上武大学教授
- 相原豊（元体操選手）バルセロナオリンピック銅メダル 九州女子短期大学教員
- 池谷幸雄（タレント、元体操選手）バルセロナオリンピック銀メダル
- 池谷直樹（タレント、元体操選手）跳び箱世界記録保持者
- 内村航平（体操選手）ロンドンオリンピック団体銀・個人総合金メダル 北京オリンピック団体銀・個人総合銀メダル 世界選手権大会個人総合5連覇中
- 上迫忠夫（元体操選手）ヘルシンキオリンピック銀メダル
- 沖口誠（体操選手）北京オリンピック銀メダル
- 岡村輝一（元体操選手）ミュンヘンオリンピック金メダル 現仙台大学教員
- 奥澤秀人（元体操選手）日本人初のオーデション合格者コルテオ出演 シルク・ドゥ・ソレイユ所属
- おばたのお兄さん（お笑いタレント）元・ひので
- 笠松昭宏（元体操選手）シドニーオリンピック4位入賞 アナハイム世界体操選手権大会銅メダル
- 加納久宜（元日本体育会 会長）体操学校 校長
- 加納弥生（元体操選手）現笹田弥生 モスクワ五輪日本代表國學院大學人間発達学部 准教授
- 河野昭（元体操選手）メルボルンオリンピック銀メダル 愛媛大学教授
- 風巻景次郎（体操学校元教員 国文学者）
- 梶谷信之（元体操選手）ロサンゼルスオリンピック銀メダル 岡山大学教員
- 具志堅幸司（元体操選手）ロサンゼルスオリンピック個人総合金、つり輪の金メダル
- 監物永三（元体操選手）世界選手権 個人総合優勝 メキシコ・ミュンヘン・モントリオールオリンピック金メダル
- 桑原俊（体操選手）NHK杯優勝
- 瀬戸口清文（元8代目たいそうのおにいさん）
- 小西裕之（元体操選手）ソウルオリンピック 銅メダル
- 小林よしひさ（タレント、おかあさんといっしょ元・体操のお兄さん）
- 齋藤愛見（バレエ・新体操指導者）
- 佐久間裕司（元体操選手）スポーツ方法学・スポーツ運動学 東京工科大学教授 オリンピック強化スタッフ
- 笹田夏実（体操競技選手）
- 佐藤弘道（元体操選手・タレント、おかあさんといっしょ元・体操のお兄さん）
- 宍戸大全 （元体操選手・スタントマン）
- 信田美帆（タレント・体操指導者） ソウルオリンピック出場 元「太陽とシスコムーン」の一員
- 外村康二（元体操選手）ロサンゼルスオリンピック銅メダル
- 竹本正男（ヘルシンキ銀・メルボルン銀・ローマオリンピック金メダル 体操の神様）
- 田中光（体操選手）アトランタオリンピック代表 現洗足学園短期大学准教授
- 鶴見修治（元体操選手）ローマ・東京オリンピック 金メダル
- 坪井玄道（元体操学校教員 サッカー指導者）
- 塚原光男（元体操選手）鉄棒ムーンサルト（月面宙返り）跳馬ツカハラ跳び考案者 モントリオール五輪金メダル
- 東條英教（元日本体育会体操練習所所長）※軍人／政治家「東條英機」の実父
- 中瀬卓也（体操選手）世界選手権シュトゥットガルト大会 日本代表銀メダル 北京オリンピック銀メダル
- 畠田好章（元体操選手）バルセロナオリンピック銅メダル
- 速見佑斗（元体操選手）体操指導者
- ハル常住（元体操選手）元東京国際大学ゴルフ部名誉監督 通訳士
- 藤本俊（元体操選手）モントリオールオリンピック金メダル 現山梨大学教員 体操漫画ガンバリスト駿－藤巻駿のモデル
- 水鳥寿思（体操選手）アテネオリンピック金メダル 世界選手権大会団体銀 個人総合銅 床銅 鉄棒銅 4個メダル獲得 現2013年日本代表監督・大阪大谷大学教員
- 森末慎二（タレント、元体操選手）ロサンゼルスオリンピック金メダル 九州共立大学教員
- 山下治広（元体操選手）現松田治広 ヤマシタ跳び考案者 金メダル
- 山室光史（体操選手）2011年世界選手権大会 個人総合・吊り輪銅メダル ロンドン五輪銀メダル
- 山田隆弘（元体操選手）ソウルオリンピック日本代表主将 ソウルオリンピック銅メダル
- 輪島直幸（武蔵野学院大学教授、元NHKテレビ・ラジオ体操指導者、うたのえほん・たいそうのおにいさん）
- 相原俊子（元体操選手）旧姓白須 東京オリンピック銅メダル
- 井口阿くり（藤田あくり-旧姓井口 結婚後奉職元日本体育会体操学校教員 女子体育教育の先駆者）
- 池田敬子（元体操選手）旧姓田中 女子体操のパイオニア ローマの恋人ローマ世界大会金メダル 東京五輪銅メダル
- 島田裕代（元体操選手）お笑い芸人コンビ名りっち。
- 田中理恵（体操選手）全日本選手権大会優勝 ユニバーシアード・世界選手権大会ロンドン五輪日本代表 現日体大教員
- 千葉吟子（元体操選手）旧姓：虻川 1960年ローマオリンピック代表 1964年東京オリンピック銅メダル
- 鶴見虹子（体操選手）体育学部在学中 世界選手権大会個人総合銅メダル・平行棒銀メダル ロンドン五輪代表
- 橋口美穂（元体操選手）日本選手権大会個人総合優勝 アトランタオリンピック日本代表
- 水鳥舞夏（元体操選手）アナハイム世界体操選手権大会日本代表 東アジア大会団体銀・跳馬銅メダル
- 溝口絵里加（体操選手）世界選手権大会代表 アジア大会銅メダル
- 村田由香里（新体操選手）アテネオリンピック代表全日本新体操選手権個人総合6連覇
- 坂佳代子（体操元オリッピク選手 元宮崎県副知事）メキシコ・ミュンヘン五輪出場

### トランポリン
- 岩下由利子（アテネ五輪日本代表監督）
- 外村哲也 ※2008年北京五輪日本代表
- 中田大輔（トランポリン選手・タレント）※シドニー五輪日本代表

### ダンス
- 関口メンディー（ダンサー：GENERATIONS／EXILEのメンバー）
- 濱地正浩（タップダンサー：LiBLAZEのメンバー）
- 広沢俊（ダンサー・俳優・スタントマン・マスコットコーディネーター） ※在学中にT-BOYSとしてダンス甲子園に出場。

### 水泳
- 五十嵐千尋（競泳選手）リオデジャネイロ・東京オリンピック日本代表
- 石森昌治（元競泳選手）日本水泳連盟強化委員 ミズノスポーツメントール賞受賞
- 小関也朱篤（競泳選手）平泳ぎ日本選手権大会優勝
- 大塚美優（競泳選手）ロンドン五輪日本代表
- 北島康介（競泳選手）平泳ぎ・アテネ五輪金メダル・世界水泳優勝 北京五輪金メダルロンドン五輪リレー銀メダル
- 田島寧子（競泳選手）シドニーオリンピック銀メダル 元女優
- 寺田拓未（競泳選手）2022年世界水泳選手権日本代表
- 中村礼子（競泳選手）世界選手権大会銅メダル アテネ・北京オリンピック2大会連続背泳ぎ銅メダル
- 堀畑裕也（競泳選手）世界選手権大会400m個人メドレー銅メダル
- 松本弥生（競泳選手）ロンドン・リオデジャネイロオリンピック日本代表
- 武良竜也（競泳選手）2020年東京オリンピック日本代表
- 村上佳宏（元競泳選手）インカレ水泳自由形で活躍 近代5種五輪4大会振り出場 北京五輪代表
- 池愛里（元パラ競泳選手）リオデジャネイロパラリンピック日本代表 ※近畿大学へ転学
- 浅田雅子（元水泳飛込選手）ソウルオリンピック日本代表
- 荒田恭兵（水泳飛込選手、ハイダイバー）アジア人初のハイダイビング競技者
- 藤丸真世（元アーティスティックスイミング選手）アテネオリンピック代表銀メダル

### 陸上競技
- 櫛部静二（元駅伝選手）
- 口野武史（800メートル競走選手）日本選手権大会優勝
- 佐分慎弥（陸上競技選手）世界陸上競技選手権大会 リレー日本代表
- 白鳥文平（元陸上競技選手）千葉県印西市市役所勤務 SASUKEオールスターズメンバー
- 大後栄治（元陸上競技選手）神奈川大学 箱根駅伝優勝監督 現教授
- 高坂美恵子（元陸上競技選手）アジア陸上競技選手権大会 槍投げ金メダル
- 半田昌一（元陸上競技選手）アジア陸上競技選手権大会400m金メダル 東日本陸上競技選手権大会7連覇
- 細田あい（陸上競技選手）2017ユニバーシアード台北大会10000m銅メダル
- 福部真子（陸上競技選手）100mH日本記録保持者 2022年世界選手権日本代表
- 堀籠佳宏（陸上短距離選手）東アジア大会400m優勝 南部忠平記念陸上大会400m優勝 北京オリンピック1600R代表
- 山田恵子（元陸上競技選手）アジア大会200m 金メダル
- 山中秀仁（陸上競技選手）
- 伊藤祐靖（講師／軍事評論家／予備役ブルーリボン会：幹事長）※元海上自衛隊特殊警備隊：先任小隊長

#### マラソン
- 有森裕子（マラソン選手）※バルセロナ五輪：銀メダル ※アトランタ五輪：銅メダル
- 采谷義秋（元マラソン選手）ミュンヘンオリンピック代表・ボストンマラソン優勝
- 川嶋伸次（元マラソン選手）シドニーオリンピック日本代表 元東洋大学教員陸上競技部監督  現旭化成コーチ
- 佐々木七恵（元マラソンランナー）現姓永田 女子マラソンの先駆者 故人2009年6月27日直腸がんで死去 ボストンマラソンで元日本最高記録を樹立 東京国際女子マラソン優勝（日本人-初） ロス五輪日本代表 ねばりの走りはおしん走法と例えられた
- 新宅雅也（元マラソン選手）オリンピック3大会連続代表「全代表ー種目別」モスクワ・ロサンゼルス・ソウル
- 谷口浩美（元マラソン選手）世界陸上選手権東京大会優勝 バルセロナオリンピック8位入賞 アトランタオリンピック選手団主将

#### 長距離走
- 平塚潤（元長距離走選手）アジア競技大会10000m銀メダル 現城西大学准教授 元男子駅伝部監督 現陸上競技部総監督
- 中村孝生（元陸上競技長距離・駅伝選手）5000m・10000mモスクワオリンピック日本代表
- 上野飛偉楼（元陸上競技・箱根駅伝・長距離選手）クロスカントリー日本代表「都市伝説」

#### 走高跳
- 朝隈善郎（陸上競技指導者・日本陸上競技連盟名誉副会長）※ベルリン五輪日本代表  ※故人
- 太田陽子 ※日本ジュニア日本記録保持者 ※シドニー五輪日本代表

#### 円盤投
- 下川原孝（マスターズ陸上選手）※100歳以上の砲丸投／やり投／円盤投世界記録保持者 ※観光ジャーナリスト「千葉千枝子」の祖父 ※故人
- 畑山茂雄 ※2007年世界選手権日本代表

#### 棒高跳
- 高根沢威夫 ※モントリオール五輪日本代表 ※マスター記録保持者
- 安田覚 ※釜山アジア大会日本代表
- 米倉照恭 ※アトランタオリンピック日本代表

### ウィンタースポーツ

#### 雪上競技

##### スキー
- 上杉尹宏（北海道東海大学教授／長野五輪ノルディック複合監督）※スキージャンプ選手「上杉宏樹」の実父
- 高梨沙羅 ※日本代表：平昌五輪3位／ソチ五輪4位 ※ホルメンコーレン・メダル受賞

##### アルペンスキー
- 佐々木明 ※トリノ五輪日本代表
- 星瑞枝 ※トリノ五輪日本代表
- 皆川賢太郎 ※トリノ五輪日本代表
- 吉岡大輔 ※トリノ五輪日本代表

##### スノーボード
- 青野令（平昌五輪日本代表コーチ）※バンクーバー五輪／ソチ五輪日本代表
- 岩垂かれん（解説者・スポーツキャスター：セント・フォース）※スノーボードクロス日本代表

#### 氷上競技

##### スピードスケート
- 青柳徹（元スピードスケート選手）全日本選手権大会6連覇 元冬季オリンピック代表カルガリー〜長野4大会連続出場 解説者
- 上原三枝（元スピードスケート選手）アルベールビルオリンピック代表 橋本聖子の連覇を阻止 全日本スピードスケート選手権大会4連覇 W杯カルガリー大会5000m優勝
- 髙木美帆（スケート選手）スピードスケート選手 バンクーバー・平昌五輪日本代表選手
- 野明弘幸（元スピードスケート選手） 元1500m世界記録保持者 長野・ソルトレイク五輪日本代表 現解説者長野県高校教員
- 安田直樹（スピードスケート選手）冬季アジア大会10000m銅メダル、全日本距離別選手権大会3000m優勝、悲劇の日本代表 急遽IOCの人数枠（参加標準記録引き上げ）からはずれトリノオリンピック会場から無念の帰国 その影響もあってか日本チーム団体追い抜き競技は8位止まりであった

##### フィギュアスケート
- 金子恵以子（スペシャルオリンピックス日本代表コーチ）※アイスダンス日本代表

##### カーリング
- 本橋麻里（一般社団法人ロコ・ソラーレ代表理事）※日本代表：平昌五輪銅メダル

##### アイスホッケー
- 近藤陽子 ※長野五輪／ソチ五輪日本代表
- 二本柳粧子（指導者）※平昌五輪日本代表
- 菊池沙都 ※ユニバーシアード代表
- 堀江航（パラアイスホッケー選手）※平昌パラリンピック日本代表 ※アナウンサー「高畑百合子」の夫

### フェンシング
- 市ヶ谷廣輝（教師・指導者）※日本代表
- 菅原智恵子（教師）※日本代表 ※気仙沼市市民栄誉賞受賞

### アーチェリー
- 飯塚十朗（アジアアーチェリー協会会長・指導者）
- 早川浪 ※日本代表 ※韓国出身 ※アーチェリー選手「早川漣」の実姉
- 山本博（東京オリ・パラ競技大会組織委員会顧問・同学准教授）※日本代表

### 重量挙げ
- 砂岡良治 ※日本代表：ロサンゼルス五輪銅メダル
- 今鉾一恵 ※日本選手権大会・アジア大会優勝
- 植村ひろみ ※日本代表：日本人女子初の世界選手権メダル
- 小高正宏 ※日本代表：ロサンゼルス五輪銅メダル
- 齋藤隆 ※日本代表：モントリオール五輪4位 ※生涯スポーツ功労者賞受賞
- 佐々木保重※日本代表：ロス／ソウル五輪 ※日本体育協会公認スポーツ指導者
- 下玉利瞳 ※全日本選手権大会69kg級優勝
- 納富俊行（兵庫県立友が丘高等学校教員）※日本代表：アトランタ五輪
- 山田政晴  ※全日本選手権優勝 ※アテネ／北京五輪
- 斎藤さと美（指導者）※世界選手権銀メダル
- 山本俊樹（ALSOKウエイトリフティング部）※世界選手権大会出場 ※85kg級／89kg級／94kg級日本記録保持者

### 自転車競技
- 安彦統賀（競輪選手）
- 篠田幸希（競輪選手）
- 梶田舞（女子競輪選手）※元トライアスロン選手
- 田中まい（女子競輪選手）※インカレ追い抜き競技優勝
- 荒牧聖未（女子競輪選手）※元アイスホッケー選手
- 高橋大喜（マウンテンバイク）
- 川口うらら（マウンテンバイククロスカントリー、ロードレース）

### ボート
- 岩本亜希子（アイリスオーヤマボート部：マネージャー）※ボート競技日本代表

### 射撃
- 宮坂七海（クレー射撃選手・剣道家）

### ライフセービング
- 寺門嘉之（海上保安庁：指導教官）※ライフセービング日本代表 ※海上保安庁：元特殊救難隊隊長

### チアリーディング
- 浅井直湖（同学チアリーダー部初代監督）※日本初のチアリーダー

### その他スポーツ関連
- 秀島正芳（スポーツトレーナー）

## その他
- 猪谷千春（実業家・同額名誉博士号授与）※コルチナ・ダンペッツオ五輪アルペンスキー日本代表：銀メダル
- 佐藤勝之（実業家・同学非常勤講師）
- 横手貞一朗（パーソナルトレーナー）
- 橋本亘司 （整体師・インストラクター・体操協会体操指導員）※TBS『SASUKE』の有力選手
- 白石宏（スポーツトレーナー：白石鍼灸治療院院長）※1985年度アメリカNo.1針灸師受賞
- 岩崎由純（アスレティックトレーナー・ペップトークマスター）

### 学者・教育者
- 青山敏彦（元日体大教員）ラジオ体操指導者、全国ラジオ体操連盟名誉会長、NHKラジオ・テレビ体操アドバイザー
- 板本猛（釧路公立大学学長、藍綬褒章：体育学）
- 可児徳（体育学者）東京高等師範学校教授[1] 箱根駅伝初代優勝監督 日本体育会体操練習所（現・日体大）・東京外語学校（現・東京外国語大学）卒
- 松本一路（同学講師）元NHKアナウンサー
- 福地豊樹（群馬大学教育学部教授：スポーツ運動学・スポーツ科学）
- 藤田主一（日体大教員）臨床心理学・教育心理学 日本応用心理学会理事長
- 丸山克俊（東京理科大学理工学部教授）体育教育学・医史学
- 柳川益美（元レスリング選手）元東京教育大学講師世界レスリング選手権大会日本代表 現群馬大学教育学部教授
- 角屋重樹（教育学者）児童スポーツ教育学部  日体大 教授
- 森本治吉（元日体大教員）国文学者・歌人
- 宮島敏（元日体大教員）社会福祉学 元明治大学講師・日体大健康学科長
- 正木健雄（日体大教員）体育学者
- 明貝恵子（元陸上競技選手）アジア陸上競技選手権大会 槍投げ 金メダル 現三重県教員
- 山下昌子（元同学外国語担当教員） ラジオたんぱ「ラジオかるふぉるにあ」パーソナリティー
- 山本麗子（愛媛女子短期大学教員）きょうの料理NHK キユーピー3分クッキングNTV 料理研究家
- 池松和彦（レスリング選手）アテネオリンピック5位入賞 北京オリンピック代表 福岡大学教員
- 大森重宜（元陸上競技選手）ロスオリンピック出場 現金沢星稜大学教員コーチング論
- 斎藤英雄（元日体大教員講師・工学博士）
- 佐藤満（レスリング選手）ソウルオリンピック金メダル 現専修大学教員
- 清水聖志人（元レスリング選手）体育学者 元早稲田大学レスリング部女子コーチ 現専修大学教員
- 高野佐三郎 元体操学校 剣道師範（教員）
- 生井けい子（元バスケットボール選手） 世界選手権大会準優勝モントリオール五輪得点王 現慶應義塾大学湘南キャンパス教員
- 堀尾正明（早稲田大学卒 元NHKサンデースポーツキャスター日体大客員教授）
- 岡田隆 (体育学者)（日体大教員）体育学者、ボディビルダー

### 政治家
- 二荒芳徳（政治家・官僚・元同学校長・同学名誉教授）
- 竹本孫一（政治家・海上保安大学校副校長・同学教員）※故人
- 林平馬（政治家・著作家）※故人
- 安田光昭（政治家：鳥取県会議員・米子市教育長）※故人
- 中根一幸（政治家：自由民主党の元衆議院議員／自民党総務部会長）
- 松浪健四郎（日本体育大学理事長・政治家・体育指導者）
- 白戸太朗（政治家：東京都議会議員・スポーツキャスター）※トライアスロン日本代表
- 岡野俊昭[2]（政治家：銚子市長・新しい歴史教科書をつくる会副会長）
- 原欣伸（第8代犬山市長）
- 渡辺英子（第4代北杜市長）※日本体育大学女子短期大学卒

### 芸術・文化・芸能
- 井上久照（彫刻家）※同学横浜健志台キャンパスのエッサッサ像を建立 ※故人
- 大野一雄（舞踏家）※故人
- 村﨑五郎（猿まわし師）

#### 俳優
- 赤羽秀之
- 石川竜太郎（俳優・タレント）
- 上田弘司 ※「仮面ライダー」シリーズのスーツアクター
- 柏進 ※スポーツジャーナリスト「柏英樹」の実子
- 木村俊作（ファッションデザイナー）※アメフト日本代表 ※俳優「木村拓哉」の実弟
- 杉原勇武
- シンシア・ラスター（アクション女優）※短大卒
- 千葉真一（俳優・歌手・映画監督・ナレーター）
- デイビッド森（アクション俳優・イラストレーター・デザイナー・似顔絵師）
- 冨田知孝（俳優・ボーカリスト：敏いとうとハッピー&ブルーのメンバー）
- 浜田治貴（俳優・ナレーター）
- 町田啓太（俳優：劇団EXILEのメンバー）
- 中村由利

#### タレント
- Mr.シャチホコ（ものまねタレント）
- 植原ゆきな (グラビアアイドル)
- 戸川夏也（AV男優）
- デヴィ（AV女優）※中退[3]
- 押見泰憲（お笑いタレント：犬の心）※中退
- いけや賢二（お笑いタレント：犬の心）

#### アナウンサー・キャスター
- 有馬香（四国放送アナウンサー）※元チアリーダー部：インカレ優勝
- 川村綾（フリーアナウンサー・稲城市議会議員）
- 福谷貞夫（日本海テレビ：報道制作局報道制作部アナウンス室長）
- 似鳥祐子（キャスター・リポーター）※ミス・セブンティーンコンテスト特別賞

#### ミュージシャン
- TSURU（ボーカリスト：STANCE PUNKSのメンバー）